# Huile d'avocat

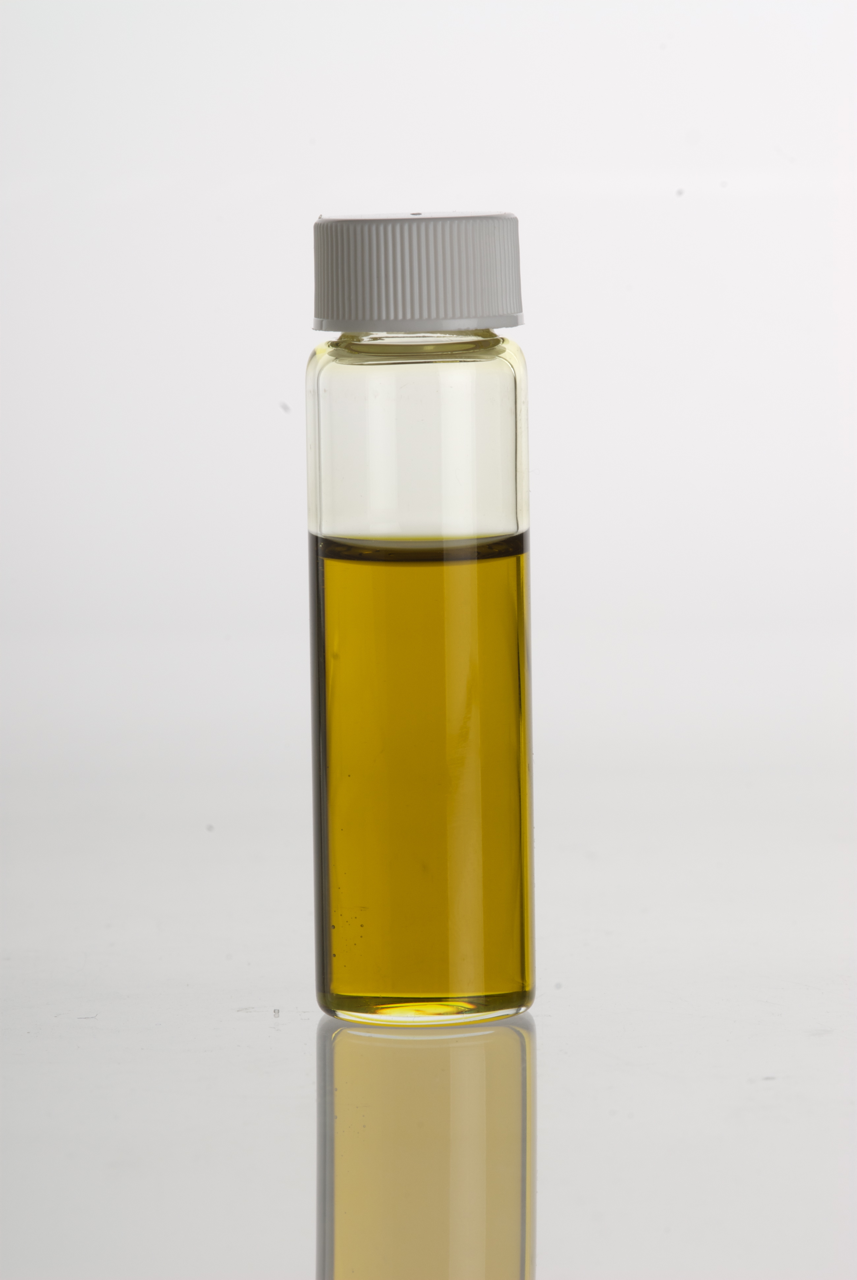
Huile d'avocat

L'huile d'avocat est une huile alimentaire issue de l'avocat.

## Composition
| Composé                                 | Famille d'acide gras | Teneur pour 100g |
| --------------------------------------- | -------------------- | ---------------- |
| Acide palmitique (saturé)               |                      | 10,9 g           |
| Acide stéarique (saturé)                |                      | 0,66 g           |
| Acide oléique (mono-insaturé)           | ω-9                  | 67,889 g         |
| Acide palmitoléique (mono-insaturé)     | ω-7                  | 2,665 g          |
| Acide linoléique (poly-insaturé)        | ω-6                  | 12,53 g          |
| Acide alpha-linolénique (poly-insaturé) | ω-3                  | 0,95 g           |
| Acides gras trans                       |                      | -                |
| Total acides gras saturés               |                      | 11,56 g          |
| Total acides gras mono-insaturés        |                      | 70,55 g          |
| Total acides gras poly-insaturés        |                      | 13,486 g         |
| Vitamine E                              |                      | 16,85 mg         |
| Vitamine K                              |                      | -                |

L'huile d'avocat comme l'huile d'olive est riche en acides gras mono-insaturés (environ 80 % des acides gras). Le contenu en acide palmitoléique est en revanche une spécificité de l'huile d'avocat ainsi que son contenu plus important en acide alpha-linolénique (oméga-3) dont la présence rééquilibre favorablement le rapport oméga-3/oméga-6. Elle est aussi connue pour sa teneur exceptionnelle en composés insaponifiables :  5 % (1 % au plus pour les autres huiles) : vitamine E, phytostérols, caroténoïdes.
La vitamine E est l'antioxydant naturel des huiles végétales. Les phytostérols de l'huile d'avocat sont composés pour près de 90 % de sitostérol et 10 % de campestérol. Les caroténoïdes de l'huile d'avocat sont constitués à 70 % de lutéine.

## Extraction
Un procédé consiste à déshydrater des copeaux d'avocat par chauffage et d'extraire l'huile par pression ou avec solvant. 
Autre procédé, la centrifugation de la pulpe permet d'extraire l'huile à une température basse : on obtient ainsi une huile claire de teinte verte avec des caractéristiques remarquables.
La meilleure qualité est obtenue à partir d'avocats récoltés à maturité et transformés en huile immédiatement sur place afin d'éviter brunissement et acidité. Il faut environ 10 kg d'avocats pour obtenir 1 litre d'huile.

## Propriétés
L'huile d'avocat est très résistante à l'oxydation quand elle est extraite de fruits de bonne qualité par centrifugation. La préparation dans des conditions douces conduit à une teneur optimale en tocophérols, et l'huile se conserve alors longtemps. Un conditionnement dans une bouteille en verre coloré augmente sa durée de conservation qui peut atteindre deux ans.
La stabilité face à l'oxydation se traduit par une résistance élevée à la température : le point de fumée (température à laquelle une huile se dégrade et émet de la fumée) de l'huile d'avocat est supérieur à 250 °C. Elle peut donc être utilisée aussi bien pour l'assaisonnement que pour la cuisson sans risque de dégradation rapide.
L'obtention de l'huile par centrifugation permet aussi de préserver les arômes de l'avocat.

## Caractéristiques nutritionnelles
La richesse de l'huile d'avocat en acides gras mono-insaturés est comparable à celle de l'huile d'olive. Les effets bénéfiques sur la protection cardio-vasculaire liés au régime dit méditerranéen sont attribués en partie à l'apport de ces acides gras dans l'alimentation à la place des graisses saturées, entraînant une diminution de la teneur en VLDL-cholestérol, appelé mauvais cholestérol.
Les stérols de la fraction insaponifiable de l'huile d'avocat, en particulier le sitostérol, complètent cette action en limitant l'absorption du cholestérol au niveau de l'intestin. 
On estime que la diminution du cholestérol sanguin se manifeste à partir de 1 gramme de stérols végétaux ingérés par jour. Grâce à sa teneur élevée en phytostérols (5 % du poids de l'huile), une cuillerée à soupe d'huile d'avocat apporte environ 80 % de cette quantité.
Autre rôle bénéfique pour la santé : la présence de caroténoïdes. En plus de leur activité antioxydante, ce sont des précurseurs de la vitamine A, essentielle pour la vision nocturne. Enfin, l'apport en antioxydants est renforcé par la présence des tocophérols et également des polyphénols entraînés lors de la centrifugation.

## Utilisations culinaires
L'huile d'avocat est utilisée à chaud (four, poêle, gril) et à froid : mayonnaises, sauces salade. Ses notes gustatives accompagnent aussi bien les crudités que des plats cuits.

## Utilisations cosmétiques et autres
Grâce à ses insaponifiables, on prête à l'huile d'avocat des propriétés de régénération et de réhydratation de l'épiderme. Appliquée directement sur la peau, l'huile d'avocat pénètre rapidement sans laisser d'impression de peau grasse. 
Reconnue comme un excellent antirides, l'huile d'avocat est aussi recommandée pour les peaux très sèches. On peut l'utiliser sur les portions de peau les plus fines : contour des yeux, cou, et pour assouplir la peau des mains et les talons.
Sur les cheveux secs, appliquer une à deux gouttes sur les mains, frotter les mains, masser lentement les cheveux, attendre quelques minutes avant de rincer, en terminant par de l'eau froide.  Sur les cheveux abîmés, appliquer plusieurs gouttes sur les cheveux, masser lentement, attendre une à deux heures avant de rincer, en terminant par de l'eau froide.
Les propriétés des phytostérols sont utilisées dans un médicament (insaponifiables d'avocat et de soja), prescrit en anti-inflammatoire dans les cas de parodontie (inflammation des gencives) et douleurs liées au développement d'arthrose.